# Prudhoe Bay
Prudhoe Bay – jednostka osadnicza (ang. census-designated place) w dystrykcie North Slope, w stanie Alaska, w Stanach Zjednoczonych, położona w pobliżu wybrzeża Morza Arktycznego. Według spisu ludności z 2000 roku Prudhoe Bay liczy 5 mieszkańców, jednak przez większość czasu przebywa tam kilka tysięcy pracowników zatrudnionych na pobliskich polach naftowych.
W Prudhoe Bay znajduje się północny kraniec rurociągu alaskańskiego, biegnącego na południe do miasta Valdez, którym transportowana jest ropa naftowa wydobywana w Prudhoe Bay. W pobliżu zlokalizowana jest osada Deadhorse, gdzie znajduje się koniec drogi Dalton Highway, łączącej Prudhoe Bay z miastem Fairbanks w środkowej Alasce oraz lotnisko Deadhorse Airport.
Zatoka Prudhoe Bay, od której nazwę wzięła jednostka osadnicza, została nazwana przez brytyjskiego odkrywcę Sir Johna Franklina na cześć Algernona Percy'ego, barona Prudhoe.

## Klimat
Prudhoe Bay znajduje się powyżej koła podbiegunowego północnego. Z tego też powodu w trakcie zimy przez parę tygodni słońce nie wschodzi za horyzontu (noc polarna). Analogicznie w trakcie lata przez parę tygodni występuje zjawisko dnia polarnego. Mimo to lato jest tutaj chłodne, temperatura waha się między 7-13 °C, niekiedy spadając nawet poniżej zera.